# Potentia in Piceno
Potentia in Piceno (łac. Dioecesis Potentinus in Piceno) – stolica historycznej diecezji w Italii istniejącej w pierwszych wiekach. 
Współczesne miasto Porto Recanati w prowincji Macerata we Włoszech. Obecnie katolickie biskupstwo tytularne ustanowione w 1968 przez papieża Pawła VI.

## Biskupi tytularni
| Lp. | Biskup                   | Funkcja                                | Od             | Do             |
| --- | ------------------------ | -------------------------------------- | -------------- | -------------- |
| 1   | Adam Kozłowiecki         | emerytowany arcybiskup Lusaki (Zambia) | 29 maja 1969   | 21 lutego 1998 |
| 2   | Franco Croci             | urzędnik Kurii Rzymskiej               | 3 grudnia 1999 | 28 lipca 2021  |
| 3   | Jean-Sylvain Emien Mambé | nuncjusz apostolski                    | 2 lutego 2022  |                |